# Riedelia subulocalyx
Riedelia subulocalyx är en enhjärtbladig växtart som beskrevs av Theodoric Valeton. Riedelia subulocalyx ingår i släktet Riedelia och familjen Zingiberaceae. Inga underarter finns listade i Catalogue of Life.